# Peyton Kennedy
Peyton Kennedy (Toronto, 4 gennaio 2004) è un'attrice canadese.
Nota al pubblico italiano per il suo ruolo principale nella serie teen Everything Sucks! nel quale interpreta una ragazza di 15 anni che affronta la sua sessualità, e per essere entrata nel cast di Grey's Anatomy dalla quattordicesima stagione.

## Biografia
Peyton nasce il 4 gennaio 2004 a Toronto, nella provincia dell'Ontario.

### Carriera
Kennedy ha ricoperto un ruolo nella serie televisiva Odd Squad (2014–2017) del canale PBS Kids. Successivamente è apparsa in ruoli minori in diverse serie, incluse, Copper, The Ron James Show, Hannibal, Between, I misteri di Murdoch, Killjoys, e Taken.
Peyton è apparsa in film come L'ultima mossa dell'assassino (2012), The Captive - Scomparsa (2014), Cut Bank - Crimine chiama crimine (2014), Lavender (2016), American Fable (2016), Odd Squad: The Movie (2016), e XX - Donne da morire (2017).
Ha preso parte in brevi scene, nei seguenti cortometraggi: The Offering (2012), To Look Away (2013), Dorsal (2014), e Sunny Side Up (2017).
Ricopre il ruolo di Kate Messner, protagonista nella serie Netflix, Everything Sucks! (2018).

## Filmografia

### Cinema
- The Offering, regia di Christian Sparkes - cortometraggio (2012)
- To Look Away, regia di Jillian McKenzie - cortometraggio (2013)
- Dorsal, regia di Aidan Shipley - cortometraggio (2014)
- The Captive - Scomparsa (The Captive), regia di Atom Egoyan (2014)
- Cut Bank - Crimine chiama crimine (Cut Bank), regia di Matt Shakman (2014) - non accreditata
- American Fable, regia di Anne Hamilton (2016)
- Lavender, regia di Ed Gass-Donnelly (2016)
- Odd Squad: The Movie, regia di J.J. Johnson (2016)
- XX - Donne da morire (XX), regia collettiva (2017) - (episodio "The Box")
- Sunny Side Up, regia di Caitlin Dosa e Simon Paluck - cortometraggio (2017)
- Cardinals, regia di Grayson Moore e Aidan Shipley (2017)
- Pond Life, regia di Gord Rand (2018)
- What the Night Can Do, regia di Christopher Martini (2020)
- Selfie, regia di John Poliquin - cortometraggio (2020)

### Televisione
- L'ultima mossa dell'assassino (An Officer and a Murderer), regia di Norma Bailey – film TV (2012)
- Copper – serie TV, episodio 2x13 (2013)
- The Ron James Show – serie TV, episodio 5x01 (2014)
- Hannibal – serie TV, episodio 2x04 (2014)
- Between – serie TV, episodi 1x02-1x05 (2015)
- I misteri di Murdoch (Murdoch Mysteries) – serie TV, episodio 9xsp (2015)
- Killjoys – serie TV, episodio 2x04 (2016)
- OddTube – serie TV, 4 episodi (2016-2017)
- Taken – serie TV, episodio 1x04 (2017)
- Odd Squad – serie TV, 28 episodi (2014-2017)
- Everything Sucks! – serie TV, 10 episodi (2018)
- Grey's Anatomy – serie TV, 12 episodi (2018-2019)
- Borrasca – serie TV, episodi 1x01-1x02-1x09 (2020)

## Riconoscimenti
- Canadian Film Festival
  - 2017 – Miglior performance di breakout per Sunny Side Up
- Joey Awards
  - 2014 – Candidatura come attrici giovanili in una serie televisiva dramma o commedia interpretando un personaggio ospite, protagonista o ruolo ricorrente per Copper
  - 2014 – Candidatura come giovani attori di età 9-10 anni in un cortometraggio per Dorsal
  - 2014 – Giovane attrice in un lungometraggio per The Captive - Scomparsa
  - 2015 – Miglior attrice in una commedia o come ruolo ricorrente per Odd Squad
  - 2015 – Miglior giovane attrice in una serie televisiva per Odd Squad
  - 2015 – Candidatura come miglior attrice in una serie dramma – età compresa dai 10 – 19 anni per Between
  - 2016 – Candidatura come miglior giovane attrice in una serie televisiva per Odd Squad
  - 2016 – Miglior giovane attrice in un film o una serie televisiva per Odd Squad: The Movie
- Savannah Film Festival
  - 2016 – Miglior performance di breakout per American Fable
- Young Artist Award
  - 2013 – Candidatura come miglior performance in un cortometraggio per The Offering[12]
  - 2014 – Miglior performance in un cortometraggio per To Look Away
  - 2015 – Candidatura come miglior performance in un cortometraggio per Dorsal
  - 2015 – Miglior performance in una serie televisiva – attori di età compresa tra i 10 anni per Odd Squad
  - 2016 – Candidatura come miglior performance in una serie televisiva per Odd Squad
  - 2016 – Candidatura come miglior performance in una serie, miniserie o speciali come attrice giovane per Murdoch Mysteries
- Young Entertainer Awards
  - 2017 – Candidatura come miglior giovane attrice protagonista in un film per American Fable